# Wilhelm Meinhold
Johannes Wilhelm Meinhold, född den 27 februari 1797 på ön Usedom, död den 30 november 1851 i Charlottenburg, var en tysk författare och luthersk präst.
Genom att luta starkt mot katolicismen ingot han en egendomlig ställning på den ö där han föddes, och blev därigenom inblandad i åtskilliga konflikter. Som författare gjorde han sitt namn känt främst genom den av gammaldags språkton färgade romanen med handlingen förlagd till 1600-talet Maria Schweidler, die Bernsteinhexe (1843), som under senare tid upprepade gånger har blivit upptryckt bland annat hos Reclam, och som dramatiserades av Laube. Det lyckedes länge Meinhold att hålla sitt författarskap till boken dolt och utge den för ett äkta historiskt dokument. Också Sidonia von Borck, die Klosterhexe, som utkom några år senare, väckte uppmärksamhet. Dessutom skrev Meinhold ett romantiskt epos Sankt Otto och den romaniserade romanen Der getreue Ritter, som dock utkom först efter hans död. Hans Gesammelte Schriften utgavs i sju band (1846—47).